# Михин, Борис Александрович
Бори́с Алекса́ндрович Ми́хин (1881, Харьков — 11 апреля 1963, Москва) — российский и советский кинорежиссёр, художник, сценарист, организатор кинопроизводства, один из основателей киностудии «Мосфильм».

## Биография
Родился в 1881 году в Харькове. В 1903 году поступил на правоведческий факультет Санкт–Петербургского университета. Не завершив обучения, ушёл добровольцем на русско-японскую войну.
В 1909 году окончил юридический факультет Харьковского университета, занимался живописью и скульптурой, изучал историю искусств, работал декоратором в Харьковских театральных антрепризах.
В 1910 году переехал в Москву, работал скульптором–художником Московского художественного театра. С 1910 года — художник-декоратор, в 1913 году — заведующий художественной частью в «Торговом доме А. Ханжонкова», осенью 1913 года перешёл в кинофирму А. Г. Талдыкина. Один из создателей фундусной системы декораций в кино, которая впервые была применена в фильме П. И. Чардынина «Крейцерова соната» (1911).
С началом Первой мировой войны был призван в ряды действующей армии, служил в санитарном отряде, за храбрость был награждён Георгиевскими крестами. В 1916 году начал работать на киностудии Скобелевского комитета, вскоре став её производственным директором. В 1917 году совместно с А. С. Ивониным снял свой первый фильм «Царь Николай II, самодержец Всероссийский». В 1918 году В. И. Ленин рекомендовал послать этот фильм в США для ознакомления американцев с жизнью дореволюционной России.
В 1918 году — заведующий киноателье Московского кинокомитета. Режиссёр А. Е. Разумный, осуществлявший по договору с Кинокомитетом постановку кинофильма «Восстание» (1918), в своих воспоминаниях отмечал «изумительную энергию» и высокие организаторские способности  Б. А. Михина, который в самый короткий срок «умудрился полуразрушенный павильон превратить в хорошо оснащённое (по тем временам, конечно) кинематографическое предприятие». Постановщик ряда немых кинофильмов.
С 1921 года работал во Всероссийском фотокинематографическом отделе (ВФКО) Наркомпроса РСФСР, с июня 1921 года — заведующий отделом производства ВФКО.
В 1923 году — заведующий производственным подотделом Госкино, член художественного совета Госкино. В 1924—1925 годах — директор 1–й фабрики Госкино. Открыл миру С. М. Эйзенштейна. В начале 1923 года привлёк его к работе в кино и помог преодолеть первые неудачи, разрешив под свою ответственность продолжить съёмки кинофильма «Стачка», о чём С. М. Эйзенштейн вспоминал с благодарностью, отмечая «заботливую руку» директора киностудии, его проницательность и интуицию.
Один из основателей «Мосфильма». 30 января 1924 года, день премьеры первого полнометражного фильма студии «На крыльях ввысь» режиссёра Б. А. Михина, принято считать днём рождения киностудии. Впервые в практике советского кино в фильм были введены хроникальные кадры с одним из вождей революции Л. Д. Троцким.
Входил в инициативную группу по созданию Ассоциации революционной кинематографии (АРК).
С 1925 года — режиссёр 3-й фабрики Госкино. Снял первый советский боевик «Абрек Заур» (1926), который был признан шедевром немого кино и прошёл с большим успехом в прокате в СССР и за рубежом.
Член центрального бюро фотокиносекции при ЦК Всерабис (1925). Заведующий учебной частью Государственного техникума кинематографии (1926).
Осенью 1926 года был арестован по делу шестнадцати руководящих работников «Госкино» и «Пролеткино», обвинённых в бесхозяйственности и злоупотреблении служебным положением. 22 апреля 1927 года в ходе судебного заседания Московского губернского суда был оправдан.
В дальнейшем режиссёрская практика Б. А. Михина проходила на национальных студиях, где он поставил ряд историко-этнографических картин.
В 1934 году, работая на Бакинской кинофабрике, был вновь арестован, провёл в заключении несколько месяцев. Деятели советского кино С. М. Эйзенштейн, Э. К. Тиссэ, Е. А. Иванов- Барков, Г. В. Гибер и др. выступили с коллективным письмом в его защиту.
После освобождения отошёл от активной работы в кино, лишь изредка участвуя в съёмках, как декоратор, увлекался изобретательством. В 1939 году под его руководством была разработана конструкция макета Змея Горыныча для кинофильма А. А. Роу «Василиса Прекрасная».
В период Великой Отечественной войны участвовал в ликвидации последствий налётов немецкой авиации в Москве.
В 1943—1944 годах работал старшим инспектором в отделе рабочего снабжения Наркомата электростанций СССР.
В конце 40-х — начале 50-х годов — начальник костюмерного цеха на киностудии «Мосфильм».
Автор воспоминаний о В. А. Старевиче «Художник-чудесник» и других очерков, в большей части оставшихся неопубликованными.
Скончался 11 апреля 1963 года в Москве. Похоронен на Донском кладбище.

### Семья
- Жена — Нина Павловна Гонтарь–Михина (? —1978), актриса, работала в Театре киноактёра[2].
- Брат — Владимир Александрович Михин (1883—1942), врач, директор харьковского кинотеатра «Модерн» (1907—1917), кинооператор 20 сюжетов[38][39].
  - Племянник — Николай Владимирович Шатров, поэт.

## Фильмография

### Режиссёр
- 1917 — Товарищь Елена / Елена Чернецкая
- 1917 — Царь Николай II, самодержец Всероссийский (совместно с А. Ивониным)
- 1923 — На крыльях ввысь
- 1926 — Абрек Заур / Заур-бек / Закон гор
- 1929 — Князь Церен / Безродный / Мудрёшкин сын
- 1930 — Два ключа

### Художник
- 1913 — Горе Сарры
- 1913 — Домик в Коломне
- 1913 — Дядюшкина квартира
- 1913 — Княгиня Бутырская
- 1913 — Обрыв
- 1913 — Ночь перед Рождеством
- 1914 — Царь Фёдор Иоаннович
- 1916 — На Варшавском тракте / Дочь кочмаря / Чёрные вороны (совместно с И. Суворовым)
- 1917 — Радотель — рыцарь лёгкой наживы (совместно с И. Суворовым)
- 1917 — Царь Николай II, самодержец Всероссийский
- 1918 — Выстрел
- 1918 — Попрыгунья
- 1918 — Флавия Тессини

### Сценарист
- 1916 — Поймёт, кто любит
- 1923 — На крыльях ввысь (совместно с И. Леоновым)
- 1930 — Два ключа (совместно с С. Виткиным)

## Награды
- орден «Знак Почёта» (6 марта 1950) — за выдающиеся заслуги в развитии советской кинематографии, в связи с 30-летием[40];
- почётная грамота Московской ордена Ленина киностудии «Мосфильм» (8 августа 1950) — за достигнутые высокие производственные показатели в социалистическом соревновании 1-го полугодия 1950 г.[35];
- почётная грамота Министерства культуры СССР (1957) — за многолетнюю и плодотворную работу в связи с пятидесятилетием советского кинопроизводства[41].